# Euxoa venosa
Euxoa venosa là một loài bướm đêm trong họ Noctuidae.